# Приволжская улица (Казань)
Приволжская улица (тат. Идел буе урамы, İdel buyı uramı) — магистральная улица в посёлках Красная Горка, Новостройка, Новое Аракчино Кировского района Казани.

## География
Начинаясь от моста через Куземетьевский залив, пересекается с улицами Богатырская, Объединённая, Гипсовая, Железнодорожный переулок, Поселковый переулок, Станюковича, Поперечно-Тальниковая, Новгородская и переходит во 2-ю Старо-Аракчинскую улицу недалеко от остановки «Гумера Баширова».

## История
Старейшее строение на улице относится ко второй половине XVIII века.
К 1960-м годам современная улица имела относилась к трём населённым пунктам, и соответственно, имела 3 названия: начальная часть улицы в посёлке Красная Горка имела название Рабочая улица, средняя часть улицы, в посёлке Новостройка — Дорожная улица и конечная часть улицы в посёлке Новое Аракчино — Большая улица. В 1965 году все три посёлки вошли в состав города, а в 1967 году три вышеупомянутые улицы, являвшиеся взаимным продолжением друг друга, были объединены в одну улицу.
С конца 2010-х годов на улице началось многоэтажное жилое строительство.
С момента образования административно относилась к Кировскому району.

## Примечательные объекты
- № 32 — церковь Николая Чудотворца.
- №№ 94, 96, 98, 100, 102, 104, 106, 108, 110, 112 — жилые дома речного порта (снесены).[8][9]
- № 97 — школа № 8.[10]
- № 97а — дом культуры «Красная Горка».[11]
- № 114, 116, 118, 155 — жилые дома Аракчинского гипсового завода.[12][13][14]
- № 161 — Аракчинский гипсовый завод.[15]

## Транспорт
На улице расположены несколько остановок общественного транспорта: «Красная Горка», «Приволжская», «Школа № 8», «Новостройка», «Су Анасы», «Гипсовый завод», «Затон» и «Новое Аракчино», на которых останавливаются автобусы № 2 и № 45.